# Albert Derichsweiler

Albert Derichsweiler

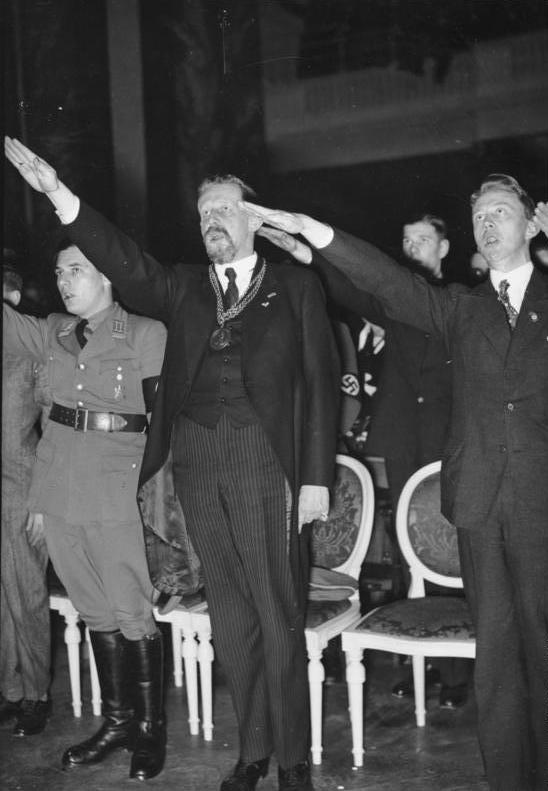
Albert Derichsweiler (links) während einer Kundgebung an der Berliner Universität 1934. In der Mitte Rektor Eugen Fischer.

Albert Derichsweiler (* 6. Juli 1909 in Bad Niederbronn/Elsass; † 6. Januar 1997 in München) war ein hochrangiger nationalsozialistischer Studentenfunktionär in der NS-Zeit, unter anderem Bundesführer des Nationalsozialistischen Deutschen Studentenbunds (NSDStB) von 1934 bis 1936. Nach dem Krieg engagierte er sich als Kommunal- und Landespolitiker in der Deutschen Partei und der FDP.

## NS-Karriere
Derichsweiler war seit 1929 Mitglied der Hitler-Jugend. Er studierte von 1931 bis 1937 Rechtswissenschaft in Bonn, Münster und Köln. Zum 1. Dezember 1930 trat er der NSDAP (Mitgliedsnummer 394.037), 1931 dem NSDStB und der SA bei. Nach seinem Wechsel nach Münster gehörte er von 1931 bis 1935 der dortigen CV-Verbindung Sauerlandia an, der er im Wintersemester 1932/33 als Senior vorstand.
Im April 1933 wurde er zum NSDStB-Hochschulgruppenführer und zugleich Führer der Studentenschaft Münster ernannt. Im Mai desselben Jahres trat er als Redner bei der Bücherverbrennung in Münster auf. Das NS-Regime trieb die Gleichschaltung entschlossen voran; Derichsweiler machte in den folgenden Monaten schnell Karriere, unter anderem als 'Kreisführer West' des NSDStB, Kreisleiter der Deutschen Studentenschaft und Stabsleiter des CV, bevor er am 1. August 1934 als „Reichsleiter“ die Bundesführung des NSDStB übernahm.
In dieser Funktion, die er bis November 1936 innehatte, profilierte sich Derichsweiler als Verfechter einer kompromisslosen Ausschaltung der traditionellen Studentenverbindungen, die sich nach einer kurzen Phase des Widerstandes im Verlauf des Jahres 1935 mehrheitlich selbst auflösten, um der Eingliederung zu entgehen (siehe auch Geschichte der Studentenverbindungen) oder in den NSDStB eingliederten.  Bereits im Mai 1935 war er selbst aus seiner Verbindung ausgetreten.
Am 25. Juni 1935 erließ er in seiner Funktion als „Führer des NSDStB“ Richtlinien für die weltanschauliche Schulung in den Korporationen. Dabei kam es immer wieder zu Machtkämpfen mit der von dem Nationalsozialisten Andreas Feickert geführten Deutschen Studentenschaft, da beide Organisationen die politische Führung der Studentenschaft für sich beanspruchten. Infolgedessen wurden schließlich sowohl Derichsweiler als auch Feickert abgesetzt und ihre Funktionen unter Gustav Adolf Scheel in einer einheitlichen Reichsstudentenführung zusammengeführt.
Derichsweiler wurde anschließend  als SA-Obersturmführer in den Stab von Rudolf Heß berufen und trat nach eigenen Angaben „bis zum Kriegsende nicht weiter hervor“. Tatsächlich bekleidete er in den Folgejahren zahlreiche Ämter und Funktionen des NS-Staates, z. B. Reichsredner der NSDAP, Mitglied des einflusslosen Reichstages (von 1936 bis 1938), Gauobmann der DAF sowie 1943 kurzzeitig Präsident der Gauarbeitskammer im Warthegau, bevor er die letzten beiden Kriegsjahre als Soldat bei der Waffen-SS verbrachte, mit dem letzten Rang SS-Obersturmführer (SS-Nummer 499.309). Ende 1943 wurde er von der SS-Verfügungsdivision in die Leibstandarte SS Adolf Hitler übernommen, dort diente er als Panzerkommandant in einem Panzerkampfwagen VI Tiger II.
Im Juni 1944 wurde er bei der Schlacht um Caen nach der Landung der Alliierten in der Normandie schwerkriegsbeschädigt, er verlor seinen rechten Arm.
Derichsweiler tat sich als Ideologe hervor, als er während der Verschärfung des Kirchenkampfes 1936 Hitlers Parole „Positives Christentum“ aus dem 25-Punkte-Programm von 1920 so interpretierte, dass damit nicht die christlichen Konfessionen, sondern eine allgemeine positive Religiosität gemeint sei und sich aus dieser Formel deshalb nicht auf eine von Hitler garantierte Schutzwirkung für die Kirchen im Sinne einer Vereinbarkeit von Nationalsozialismus und Christentum schließen lasse.

## Nachkriegszeit
Nach Kriegsende war Derichsweiler zunächst als Kaufmann tätig und engagierte sich dann in der national-konservativen Deutschen Partei, deren hessischer Landesvorsitzender er Anfang der 1950er Jahre war. 1952 wurde er in den Stadtrat von Frankfurt am Main gewählt. Bereits ein Jahr später wechselte er zur FDP. Am 12. Januar 1955 rückte er für August-Martin Euler in den Hessischen Landtag nach. Er verließ am 2. Mai 1956 die FDP-Fraktion und schloss sich der FDP-Abspaltung Freie Volkspartei an, deren Bundesgeschäftsführer er war. Mit dieser kehrte Derichsweiler schließlich 1957 zur DP zurück und wurde dort erneut zum hessischen Landesvorsitzenden gewählt und behielt dieses Amt bis 1959. Nach dem Zusammenschluss von DP und GB/BHE kandidierte er bei der Bundestagswahl 1961 für das Fusionsprodukt Gesamtdeutsche Partei erfolglos auf der hessischen Landesliste und im Bundestagswahlkreis Hanau.
Derichsweiler wurde 1978 zum Präsidenten der Deutschen Gesellschaft für Sonnenenergie gewählt.
Am 6. Januar 1997 verstarb Derichsweiler im Alter von 88 Jahren. Beerdigt wurde er auf einem Friedhof in Buch am Ammersee (Gemeinde Inning am Ammersee) in Oberbayern.